# Condado de la República Popular China
El condado (en chino simplificado, 县; pinyin, xiàn)), en el contexto de las divisiones político-administrativas de China, se encuentran en el tercer nivel de la jerarquía administrativa en provincias y regiones autónomas, y en el segundo nivel en las municipalidades y en la provincia de Hainan, un nivel que se conoce como nivel condal, y también contiene condados autónomos, ciudades-condado, banderas, banderas autónomas y ciudades-distrito. La República Popular China se divide en 2.854, bajo su control 2.842 y 172 en territorio controlado por la República de China (Taiwán).
Los Xian han existido desde el período de los Reinos Combatientes y se establecieron en todo el país durante la dinastía Qin. El término xian se traduce generalmente como "distrito" o "prefectura" cuando se sitúa en el contexto de la historia de China. Este artículo, sin embargo, intenta mantener una terminología coherente con la traducción moderna, y en él se emplea el término condado. Téngase en cuenta que esto no es una práctica convencional en la literatura sinológica.

## Historia
Los Xiàn han existido desde el período de los Reinos Combatientes, y se establecieron a nivel nacional por la dinastía Qin. El número de condados en la propia China aumentó gradualmente de dinastía en dinastía. Cuando Qin Shi Huang reorganizó los condados después de su unificación, había alrededor de unos 1000. En el marco de la dinastía oriental Han, el número de condados aumentó a más de 1000. Había unos 1400 cuando la dinastía Sui abolió el nivel de comandancia (en chino, 郡; pinyin, jùn), que era el nivel justo por encima de los condados, y degradó algunas encomiendas a condados. El número actual de condados se parece en su mayoría a los de los últimos años de la dinastía Qing. Los cambios de ubicación y los nombres de los condados en la historia de China han sido un importante campo de investigación en la geografía histórica de China, especialmente desde la década de 1960 hasta los años 1980.
En la China Imperial, el condado fue una unidad administrativa importante, ya que marcaba el nivel más bajo de la estructura burocrática imperial —en otras palabras, era el nivel más bajo que alcanzó el gobierno—. El gobierno por debajo del nivel de condado se llevaba a cabo a menudo a través de medios informales no burocráticos, variando entre dinastías. La jefatura de un condado recaía en un magistrado, que supervisaba tanto el día a día de las operaciones del condado, así como las causas civiles y penales.

## Condado autónomo
Los condados autónomos (en chino, 自治县; pinyin, zìzhìxiàn) son una clase especial de condados en la China continental reservados para los condados en que residen minorías étnicas. Hay condados autónomos en toda China, y se les da, por ley, más poder legislativo que al resto de los condados.
Como "condado autónomo", tiene cierta autonomía para preservar su cultura y administrar asuntos locales, aunque sigue bajo la jurisdicción del gobierno central chino. Hay un total de 117 condados autónomos y 3 banderas autónomas, estas últimas en Mongolia interior. Los dos tipos son esencialmente las mismas, pero las diferencia el nombre.

## Gobierno
Dado que el Partido Comunista de China (PCCh) es la institución central de gobierno en toda la China continental, todos los niveles de la división administrativa tienen un Comité local del PCCh. Al del condado se le llama Comité del PCCh del condado (中共县委) y su jefe es el llamado Secretario (中共县委书记), el verdadero primer cargo de la provincia. Además, está el Gobierno Popular del condado, y su jefe es el gobernador de condado (县长). El gobernador es a veces también uno de los subsecretarios diputados en el Comité del PCCh.